# Вулиця Папоротна
Ву́лиця Па́поротна — вулиця в Залізничному районі Львова на Левандівці. З'єднує вулиці Повітряну та Алмазну, проходить паралельно до вулиці Ганкевича, має два відгалуження з парного боку: розгалужений тупик і провулок, який веде до Ганкевича. Нумерація будинків ведеться від Повітряної. 
В 2025 році завершили ремонт вулиці. Замінили фекальний колектор, встановили дощовий колектор, замінили труби водопостачання. Замінили аварійну частину підземної газової труби. Дорожне покриття вимостили бетонною бруківкою.

## Історія та забудова
Вулиця прокладена 1957 року, з того часу назва не змінювалася. Забудова: двоповерхові житлові бараки кінця 1950-х — початку 1960-х років.